# Gerenia pustulipennis
Gerenia pustulipennis är en insektsart som först beskrevs av Walker, F. 1871.  Gerenia pustulipennis ingår i släktet Gerenia och familjen gräshoppor. Inga underarter finns listade i Catalogue of Life.